# Chiesa di San Mauro (Gesico)
La chiesa di San Mauro è una chiesa campestre situata in territorio di Gesico, centro abitato della Sardegna meridionale. Consacrata al culto cattolico, fa parte della parrocchia di Santa Giusta, arcidiocesi di Cagliari.
L'edificio sorge su un pianoro in cima all'omonimo monte da cui si dominano tutta la Trexenta e buona parte della Marmilla e del Campidano. La chiesa risulta costruita nel 1621 su un impianto precedente risalente con molta probabilità al XIII secolo.